# Ștefan Tașnadi
Ștefan Tașnadi (Cluj, 21 de marzo de 1953 – 28 de febrero de 2018) fue un halterófilo rumano, que compitió en los Juegos Olímpicos de Moscú 1980 y Los Ángeles 1984. En estos últimos, se colgó la plata en la categoría de más de 110 kilos.

Tașnadi comenzó a practicar la halterofilia en 1970 en una escuela deportiva y desde 1976 hasta 1984 fue miembro del equipo nacional. Se retiró en 1984 para convertirse en entrenador en el AS Clujana y el CS Universitatea Cluj. También ejerció como árbitro internacional de halterofila.

## Palmarés internacional
| Representando a la RFA |                              |                  |           |
| Juegos Olímpicos       |                              |                  |           |
| Año                    | Lugar                        | Medalla          | Categoría |
| 1984                   | Los Ángeles (Estados Unidos) | Medalla de plata | +110 kg   |